# Serghei Cleșcenco
Serghei Cleșcenco, ros. Сергей Викторович Клещенко, Siergiej Wiktorowicz Kleszczenko (ur. 20 maja 1972 w Criuleni) – radziecki i mołdawski piłkarz, grający na pozycji napastnika, wieloletni reprezentant Mołdawii. Po zakończeniu kariery zawodniczej trener piłkarski. Od 2021 roku selekcjoner reprezentacji Mołdawii.

## Kariera piłkarska

### Kariera klubowa
W 1990 rozpoczął karierę piłkarską w klubie Spartak Orzeł, skąd latem przeszedł do Nistru Kiszyniów. W kiszyniowskim klubie z przerwami grał przez 8 lat. W 1995–1997 bronił barw holenderskiego Go Ahead Eagles. W styczniu 1998 był obserwowany przez Watford, ale ostatecznie nie trafił do tego klubu z powodu braku porozumienia z Zimbru. W 1998 został wypożyczony do rosyjskiego Zenitu Petersburg. W 1999 roku Cleșcenco dołączył do zespołu Maccabi z klubu Zimbru Kiszyniów. Był to jeden z najlepszych startów dla zagranicznego piłkarza w Izraelu, ponieważ liczbą 22 bramek Serghei pobił rekord strzelecki obcokrajowców należący do Andrzeja Kubicy. Po świetnym sezonie w Izraelu przeszedł do Hapoelu Tel Awiw, gdzie był w składzie, z którą osiągnął awans do ćwierćfinału Pucharu UEFA. Potem występował w klubach Hapoel Tel Awiw, Czernomoriec Noworosyjsk i Bene Jehuda Tel Awiw. W 2004 kolejny raz powrócił do Zimbru Kiszyniów, ale po zakończeniu sezonu ponownie wyjechał za granicę, tym razem do zespołu Czkałowiec Nowosybirsk. W swoim ostatnim klubie Mietałłurg-Kuzbass Nowokuźnieck grał do końca 2007.

### Kariera reprezentacyjna
W latach 1991–2006 bronił barw narodowej reprezentacji Mołdawii. Łącznie strzelił 11 goli w 69 meczach.

## Kariera trenerska
W grudniu 2011 roku Cleșcenco objął posadę szkoleniowca Milsami. Podpisał z tym klubem dwuipółletni kontrakt. W kwietniu 2013 został nowym trenerem Zimbru Kiszyniów. Dwa miesiące wcześniej został dyrektorem generalnym tego klubu.
3 grudnia 2021 roku został selekcjonerem reprezentacji Mołdawii.

## Sukcesy i odznaczenia

### Sukcesy klubowe
- mistrz Mołdawii: 1992, 1993, 1994, 1995, 1998, 1999
- zdobywca Pucharu Mołdawii: 1998
- mistrz Izraela: 2001
- zdobywca Toto Cup: 2002

### Sukcesy indywidualne
- największa liczba występów w kadrze Mołdawii (65 występów).
- największa liczba strzelonych bramek w jednym sezonie w lidze izraelskiej